# Hydroptila extrema
Hydroptila extrema är en nattsländeart som beskrevs av Kumanski 1990. Hydroptila extrema ingår i släktet Hydroptila och familjen smånattsländor. Inga underarter finns listade i Catalogue of Life.